# 헤임스테더

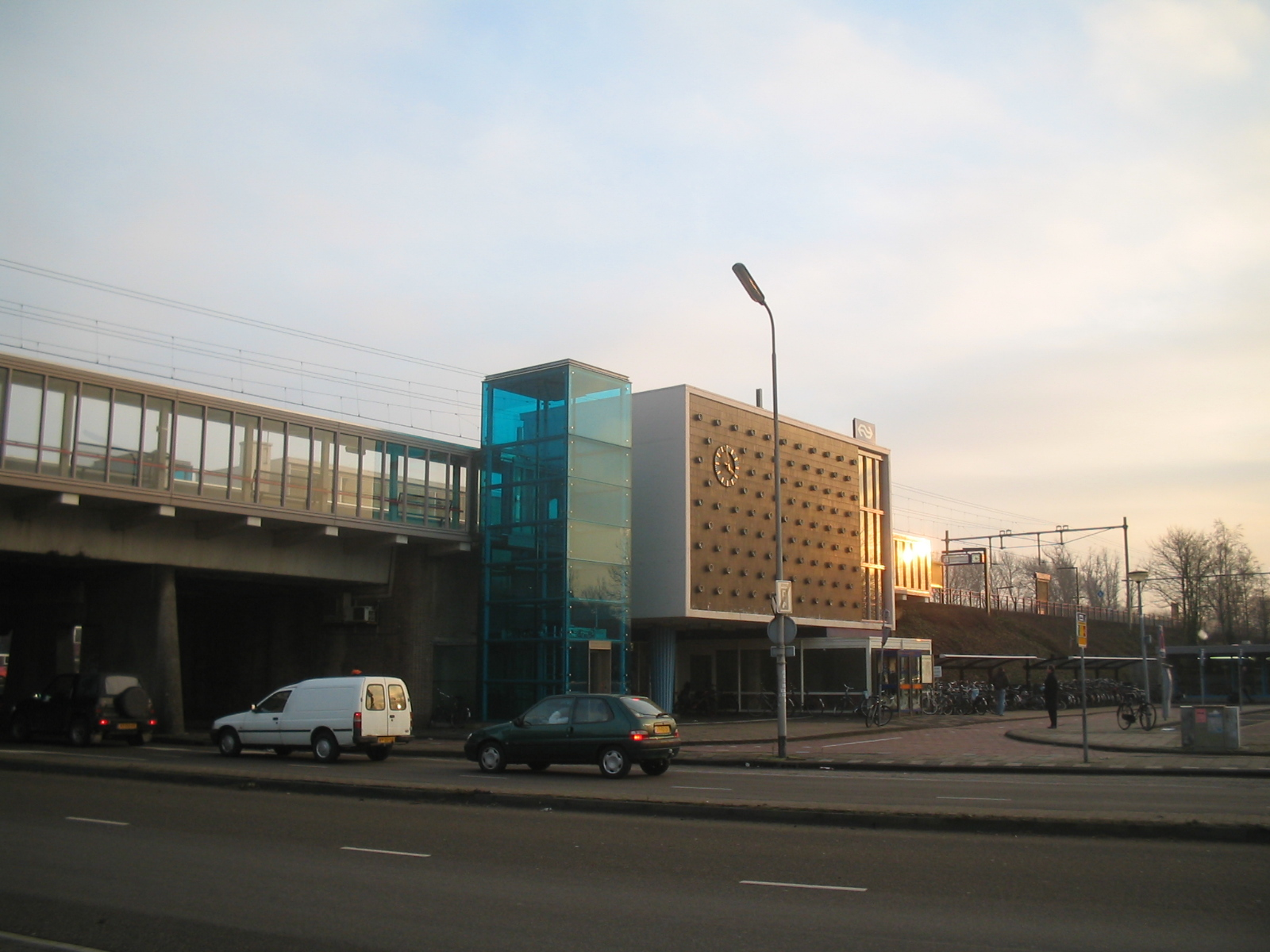
헤임스테더

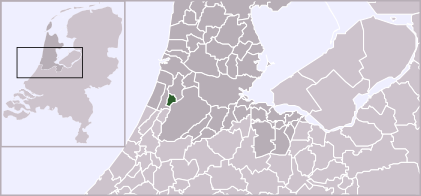
헤임스테더의 위치

헤임스테더(네덜란드어: Heemstede)는 네덜란드 노르트홀란트주의 도시로 면적은 9.64km2, 높이는 1m, 인구는 26,429명(2014년 5월 기준), 인구 밀도는 2,870명/km2이다.

시기
시 문장